# Forceria
Pour un article plus général, voir Les Chroniques de la guerre de Lodoss.
Forceria est un monde imaginaire, développé dans le manga et les films d'animation des Chroniques de la guerre de Lodoss. Il est composé de trois continents : Araycrust, Crystania et Lodoss.

## L'univers de Forceria
Au commencement des jours était le géant Atsuki, ou le Léviathan. Il décéda d'une cause inconnue. Ses entrailles se déchainèrent et créèrent le monde de Forceria. Son corps forma la terre, de son sang se formèrent les océans et les mers, son tout dernier souffle de colère forma les vents et les orages et de son esprit naquirent les dieux.

## L'ère des dieux
L'ère des dieux commença juste après la mort du géant Atsuki. Il y eut quatre clans de dieux créés : 
- Les dieux de la lumière
- Les dieux des ténèbres
- Les dieux neutres
- Les dieux dragons ou « Dragons Lords »

### L'histoire de l'ère des dieux
L'ère des dieux se résume à des combats fratricides ayant durés des milliers d'années entre les dieux de la lumière et les dieux des ténèbres. Au cours des premiers combats les dieux des ténèbres libérèrent des centaines de dieux dragons qui dévorèrent les dieux immortels. Un groupe de dieux prit la décision de fuir les combats et de créer un monde parfait qu'ils appelèrent Crystania. Après de sanglantes batailles, l'ère des dieux que l'on croyait éternelle arriva à sa fin. Lors de la dernière bataille Marfa, déesse de la création et mère de la terre, livra un combat impitoyable face à sa dernière adversaire Kardis, la terrible déesse de la destruction qui se déroula au Sud-Est du grand continent d'Araycrust. À la suite d'un coup simultané les deux déesse s'annihilèrent. Dans son dernier souffle Kardis maudit les terres sur lesquelles le combat avait eu lieu. Marfa qui agonisait utilisa ses dernières forces pour séparer ces terres du grand continent. Cette île gigantesque dériva vers le Sud et fut nommée par ses habitants " Lodoss, l'île maudite".
L'histoire de l'ère des dieux devint une légende qui fut transmise pendant des générations dans le monde. Certains sages mortels retinrent que cette ère de combats sanglants fut plus qu'inutile car finalement les dieux qui étaient trop fort les uns pour les autres s'annihilèrent eux-mêmes.
Certains des plus anciens hauts elfes de la forêt sans retour et de la forêt du miroir (situées sur l'île de Lodoss) auraient participé à ces combats titanesques. Tel est le cas pour certains anciens elfes noirs de l'île de Marmo.

### Les clans de Dieux

#### Les Dieux de la Lumière
Les dieux de la lumière naquirent du corps du Léviathan. Ils s'engagèrent dans un combat fratricide contre les dieux des ténèbres dès le commencement de l'ère des dieux. Le premier dieu de la Lumière était Falis qui engendra les autres dieux dont Marfa. Beaucoup de ces dieux furent dévorés par les Dragons Lord. 

#### Les Dieux des Ténèbres
Commandés par Falalis ou Fatalis, le dieu des ténèbres, les dieux des ténèbres nés des entrailles du Léviathan engagèrent un combat contre les dieux de la Lumière. Ils libérèrent des centaines de dieux dragons afin de vaincre leurs adversaires, certains de ces dieux se retournèrent contre eux et causèrent leur perte. La déesse des ténèbres la plus puissante qui fut engendrée fut Kardis la déesse de la Destruction totale.

#### Les Dieux Neutres
Les dieux neutres étaient une trentaine. Ils naquirent des entrailles du Léviathan mais contrairement à leurs frères, ils décidèrent de ne pas s'engager dans les conflits. Lorsque les Dragons Lords furent libérés, les dieux neutres abandonnèrent leurs corps de dieux et scellèrent leurs âmes dans le corps d'un animal. Ils se retirèrent loin des conflits et créèrent ensemble une terre repliée sur elle-même qu'ils nommèrent Crystania. Cette terre devait être un monde parfait. Les dieux s'établirent au centre de cette terre et formèrent un conseil qui siégea sur "L'île du conseil". Les habitants de Crystania avait le pouvoir de se transformer en animaux. Afin d'établir une harmonie éternelle les dieux imposèrent "la loi des cycles": chaque être à Crystania vivait, mourait, ressuscitait éternellement et accomplissait une destinée décidée par la volonté des dieux en accomplissant ainsi un cycle éternel.
Presque tous les dieux moururent lors d'un conflit interne contre le dieu Barbas. Seuls deux des membres du conseil des Dieux survécurent. Ces deux survivants se sont ensuite unis pour rebâtir Crystania.

#### Les Dieux Dragons ou « Dragons Lords »
Au cours des combats opposants les dieux de la Lumière à ceux des Ténèbres, les dieux des ténèbres libérèrent des centaines de dieux dragons qui furent appelés les Dragons Lords. Ils commencèrent à dévorer les dieux immortels, on les surnomma "Dévoreurs de Dieux". Ils inspiraient une telle crainte que les dieux neutres abandonnèrent leurs corps de dieux pour pouvoir les fuir. Certains Dragons Lords se retournèrent contre les dieux des ténèbres. Beaucoup d'entre eux disparurent. Longtemps après l'ère des Dieux, les sorciers du royaume de Kastuul parvinrent à les dominer et à les dompter. À la chute du royaume des sorciers, les cinq derniers dragons de Lodoss furent maudits et chargés de protéger éternellement les trésors de Kastuul. Après la guerre de Lodoss il ne resta plus qu'un seul dragon sur Lodoss: il s'agit de Mycen, le roi des dragons aux écailles d'or.
Ces dragons furent aussi appelés les "Anciens Dragons " par les habitants de Lodoss. 
L'un des Dragons Lord fut scellé dans une cloche gigantesque pendant des milliers d'années sur l'île noire à Crystania, il fut réveillé puis détruit par Barbas.

### Les principaux dieux
Falis : il s'agit du Dieu de la Lumière qui engendra les autres dieux dont Marfa. Falis est vénéré dans tout le royaume de Valis à Lodoss. Un temple gigantesque a été érigé en son honneur. 
Falalis ou Fatalis : c'est le dieu des ténèbres. Il participa à la guerre des dieux et fut anéantis pendant les combats. Il était vénéré dans un ancien temple sur l'île sombre de Marmo. 
Marfa : c'est la déesse de la création, mère de la terre. Elle est vénérée par un ordre de prêtresse dont le temple est établi à Tarba à l'extrême Nord-Est de Lodoss à proximité d'un royaume nain. Durant les générations, Marfa s'est incarnée dans le corps de beaucoup de prêtresse afin de bannir les forces maléfiques, tel est le cas de Neese pendant le combat contre le Roi Démon ou de Petite Neese à la fin de la guerre de Lodoss. Marfa redescendit sur terre et proposa d'établir la paix éternelle aux humain en échange de la vie de Petite Neese, cependant Spark refusa cette offre en lui disant que c'était aux humains d'établir la paix par eux-mêmes.
Kardis : c'est la déesse de la destruction totale, c'est une des deux déesse à l'origine de l'île de Lodoss. Elle fut scellée par son ennemie de toujours, Marfa, dans les tréfonds de l'île sombre de Marmo dans les catacombes du palais de Conquerra. Au cours de la guerre de Lodoss, Vagnard, le grand sorcier des ténèbres, tenta de la ressusciter. Elle fut finalement ressuscitée par ce dernier aidé par Karla mais heureusement, elle fut anéantie par l'union de Spark et Petite Neese. Un temple avait été bâti en son honneur à Marmo, la plus importante de ses prêtresses s'appelait Naneel. Kardis déteste absolument tous les êtres vivants, que ce soit les humains, les elfes, les nains ou même les monstres.
Myrii: Il s'agit du dieu de la guerre, il peut révéler le courage et la bravoure endormie chez un homme et lui donner la force d'un puissant combattant. Le temple de Myrii se situe dans le désert de Flaim.
Barbas : Barbas fait partie des dieux neutre dont l'âme était scellée dans le corps d'un Jaguar. Pendant longtemps il a cherché à s'imposer comme étant le Roi de tous les dieux de Crystania. Ses frères lui firent la guerre pendant plusieurs générations. Lorsque Ashram arriva à Crystania, Barbas prit son âme en échange de la survie du peuple de Marmo. Cependant, la volonté d'Ashram fut bien plus grande que celle du dieu et il parvint à lui tenir tête pendant 300 années. Puis Barbas, grâce à l'aide de ses fidèles put ressusciter dans le corps d'Ashram et se lança dans une guerre contre les dieux neutres. Sa puissance était telle qu'il extermina presque tous les membres du conseil des dieux dont seulement deux survécurent. Bien plus tard, le courage du jeune Redon allié à la loyauté de Pirotess et à la détermination d'Ashram parvinrent à anéantir à jamais l'âme de Barbas.

## Le monde de Lodoss
Lodoss est une vaste île (600 km d'est en ouest, 400 du nord au sud) qui appartient au monde de Forceria. Située entre le continent de Crystania (au sud) et celui d'Araycrust (au nord), elle est en fait un morceau du continent d'Araycrust qui a été brisé lors de la guerre qui vit la fin de l'ère des dieux, et a dérivé vers le sud.
C'est l'île principale d'un archipel qui comprend notamment l'île de Marmo (au sud-est de Lodoss) et l'île du dragon bleu (au nord).

### Personnages principaux
Parn : Parn est un jeune guerrier natif du village de Zaxxon au nord est de Lodoss. Il est le fils d'un chevalier saint du nom de Théseus et d'une habitante de Valis. Son père Théseus aurait soi-disant contrecarré les lois des chevaliers saints et aurait péri dans le déshonneur, ce qui força le roi de Valis, Fawn, à l'exiler de la ville. Parn vécut ensuite au village de Zaxxon. Plus tard il s'engagea comme mercenaire dans le désert de Flaim avant de retourner dans son village natal ou il fera face avec son meilleur ami Eto à une invasion gobeline. Afin de découvrir ce qui se passe sur l'île de Lodoss, il partira avec Slayne le mage, Ghim le nain, Eto son ami prêtre de Falis et une Elfe du nom de Deedlit. Durant leur voyage ils seront emmenés en prison ou Parn fera la connaissance de Woodchuck un voleur qui se joindra à son groupe.
Deedlit dite Deedoo : C'est une haute elfe âgée de 160 ans au début de la série, elle est la plus jeune de sa tribu originelle. Elle quittera les siens dont le temps est révolu pour se lancer dans l'exploration de Lodoss. Mi-guerrière mi-chamane, elle est très adroite dans le combat à l'épée et peut invoquer des esprits. Deedlit deviendra la compagne de Parn et le suivra toute sa vie. Étant une elfe, elle montrera quelque réticences à voyager avec un nain mais finira par changer d'opinion. Elle éprouve de la jalousie envers Sherees lorsque celle-ci essaiera de séduire Parn.
Slayne dit Maître Slayne : Magicien très calme et reposé, ancien étudiant de l'Académie des Sages d'Alan, il a choisi de s'établir dans le paisible village de Zaxxon où il est très respecté. Il y étudie ses nombreux grimoires de magie tout en enseignant la littérature aux enfants de son village. Ami de longue date de Ghim et ayant vu Parn grandir, il partira à l'aventure avec ces derniers en tant que Mage du groupe. il cherche son étoile qu'il trouvera en la personne de la prêtresse Leira dont il aura une fille, Petite Neese. Après la guerre des héros, il fera de Cécil, jeune habitant de Zaxxon, son apprenti et un puissant Magicien. En excellente relation avec l'ordre des Prêtresse de Marfa du temple de Tarba, il se verra confier la mission de retrouver les trésors de Kastuul avant Ashram. Après la bataille de la Montagne de Feu il restera à la cour du Roi Kashue de Flaim. Confronté plus tard au funeste destin de sa fille, il la laissera finalement voler de ses propres ailes avec une nouvelle génération de héros.
Ghim : Ghim est en quelque sorte le personnage "vieux bougon", mais non moins tendre, du groupe. Nain originaire de Tarba, c'est un artisan et surtout un guerrier redoutable qui se bat à la hache. De caractère taciturne, fier de sa force, gourmand et supportant bien l'alcool, il sera au début une sorte de mentor pour le jeune Parn. Grand ami de la grande prêtresse Neese et sentimentalement attaché à sa fille Leira à qui il doit la vie, il accompagne Parn et son groupe dans le but de la sauver des griffes de la sorcière Karla. Il mourra en recevant toute la puissance magique de Leira possédée par Karla, cependant son affection sortilège de cette dernière.
Eto : Calme et possédant une volonté de fer, Eto est le meilleur ami de Parn. Tout comme ce dernier, il est natif de Zaxxon. Il partira à Valis où il étudiera et deviendra un prêtre de Falis, faisant de lui un atout pouvant recourir à la magie sainte. Il accompagnera Parn durant la première partie de son voyage. Après la guerre des héros, il restera à Valis pour veiller sur la princesse Fiana, fille du défunt roi Fawn. Quelques années plus tard, il succédera à Génard en tant qu'Archiprêtre du temple de Falis et sera couronné roi de Valis. Lors de la guerre finale contre Marmo, sa magie sainte lui servit à éveiller le potentiel combatif de ses chevaliers.
Woodchuck: Voleur d'environ quarante ans, Wood est très fier même s'il a un tempérament à plaisanter beaucoup. À la suite du cambriolage d'un manoir en Alania dans sa jeunesse, il fut jugé par Kadmoss VII et condamné à trente ans de prison mais sera relâché au bout de vingt-deux ans. À sa sortie de prison, fortement en colère d'avoir été enfermé si longtemps, il tentera d'abord de réintégrer la guilde des voleurs. Il tombera par hasard sur le groupe de Parn qu'il rejoindra. Après le sauvetage de Leira, croyant qu'il pourrait utiliser le diadème de Karla pour accomplir ses desseins personnels, il sera finalement possédé par l'esprit de cette dernière.
Ashram: Originaire de Marmo, Ashram est un chevalier noir et également le bras droit de l'empereur Beld ; il est l'un des plus puissants chevaliers de la saga. D'une fidélité absolue envers Beld, il poursuivra son rêve d'unification de Lodoss après la mort de ce dernier. Il tentera alors de s'emparer des trésors magiques du royaume de Kastuul mais sera stoppé par Kashue et Parn Montagne de Feu. Sentant qu'il n'avait plus sa place à Lodoss, il assuma parfaitement son devoir de souverain de Marmo et emmena son peuple par delà les mers à la recherche d'une Terre où s'établir. 
Ashram semble, aux yeux des lecteurs, être le méchant dès le deuxième roman. Cependant, on découvrira que derrière son armure de chevalier noir se cache un homme noble, fier et fidèle à ses idées. Son but dévoilé est en réalité l'unification des peuples de Lodoss sous la bannière de Marmo comme le souhaitait Beld. Il apparaît alors comme un idéaliste profondément attaché à ses principes plutôt que comme tyran maléfique. Au fil de la saga, on découvrira de mieux en mieux son vrai visage: il n'hésite pas à se sacrifier pour sauver la vie de Pirotess, il souhaite plus que tout offrir au peuple de Marmo un royaume prospère. Ses intentions sont donc clairement à opposer à celles de Vagnard, le véritable "méchant" de la série qui tente de détruire tout vie.
Il n'est pas à assimiler au rôle rival de Parn, mais plutôt à celui du roi Kashue. Ses excellentes aptitudes au combat en font un adversaire trop dur à battre pour Parn (du moins au début de la série) mais un combattant de force égale à Kashue. Cependant, il ne parviendra jamais à surpasser celui-ci.
Arrivé à la fin du cycle de Crystania, l'image rendue d'Ashram est alors celle d'un roi noble, fort et bon.

### Personnages secondaires
Pirotess dite Sheer: Pirotess est une elfe noire originaire de Marmo. D'abord membre de l'armée de l'empereur Beld, elle s'éprendra d'Ashram et deviendra sa plus fidèle alliée. C'est une excellente guerrière qui se bat à l'épée. Elle est également capable, comme toute elfe noire, de recourir à la magie et donnera beaucoup de fil à retordre à Parn et ses compagnons. Dans la série OAV, Ashram lui sauvera la vie lors du combat contre le dragon Cracheur d'Étoile à la Montagne de Feu. Elle suivra finalement Ashram et le peuple de Marmo dans son voyage par delà les océans, à la recherche d'une nouvelle terre où ils pourraient tous prendre un nouveau départ. Arrivés sur la terre de Crystania, Ashram sombrera dans un coma total à la suite de la possession de son esprit par le dieu Barbas. Pirotess se tiendra alors au côté du corps de son Roi pendant trois longs siècles, jurant de trouver un moyen de sauver son esprit du monde du chaos. Son dévouement et son amour pour Ashram, davantage exploité dans le cycle de Crystania, font d'elle l'archétype de la fidélité absolue d'une entité guerrière envers son roi.

## Œuvres composant Forceria

### Romans
L'univers a été décrit à l'origine dans une suite romanesque, Les Chroniques de la guerre de Lodoss de Ryō Mizuno, dont le premier tome a été publié au Japon en 1988 chez Kadokawa Shoten. Le cycle comprend quatre tomes.

### Mangas
- 1998 : Ryo Mizuno et Yoshihiko Ochi, Record of Lodoss War: The Grey Witch, Kadokawa Shoten.
- 1998 : Ryo Mizuno et Masato Natsumoto, Record of Lodoss War: Chronicles of the Heroic Knight, Kadokawa Shoten.
- [Quand ?] : Ryo Mizuno et Setsuko Yoneyama, Record of Lodoss War: Deedlit's Tale.
- [Quand ?] : Ryo Mizuno et Akihiro Yamada, Lodoss, la dame de Falis (Record of Lodoss War: The Lady of Pharis), Kadokawa Shoten.

### Séries animées
- 1990 : Les Chroniques de la guerre de Lodoss. Adaptation du manga Record of Lodoss War: The Grey Witch.
- 1996 : La Légende de Crystania : L'anneau du Chaos
- 1998 : Les Chroniques de La Guerre de Lodoss - La Légende du Chevalier Héroïque. Adaptation du manga Record of Lodoss War: Chronicles of the Heroic Knight.

### Film d'animation
- 1996 : La Première Aventure de la Légende de Crystania de Mizumo Ryô

### Jeux vidéo
- 1992 : Lodoss Tou Senki sur PC Engine CD. Le scénario reprend celui des premiers OAV.
- 1993 : Lodoss Tou Senki 2 sur PC Engine CD. La suite de l'histoire.
- 1994 : Lodoss Tou Senki, Eiyuu Sensou sur Mega-CD. Le scénario reprend celui des premiers OAV.
- 1995 : Lodoss Tou Senki sur Super Nintendo. L'histoire commence après que les 6 héros de légende ont tué le démon.
  - Lodoss Tou Senki, Eiyuu Kishiden GB sur GameBoy Color. L'action se situe à l'époque de la Légende du Chevalier Héroïque.
- 2000 : Record of Lodoss War sur Dreamcast

### Jeu de rôle
- Chroniques de la guerre de Lodoss